# Labrocerus similaris
Labrocerus similaris là một loài bọ cánh cứng trong họ Dermestidae. Loài này được Sharp miêu tả khoa học năm 1908.